# Йоахім фон Зігрот
Йоахім Фердинанд Макс фон Зігрот (нім. Joachim Ferdinand Max von Siegroth; 25 грудня 1896, Оберлобендау — 2 травня 1945, Гальбе) — німецький офіцер, генерал-майор вермахту. Кавалер Лицарського хреста Залізного хреста з дубовим листям.

## Біографія
Учасник Першої світової війни. В 1921 році демобілізований, поступив на службу в поліцію. 1 жовтня 1935 року перейшов у вермахт, викладач військового училища. З серпня 1939 року — командир 3-го, з червня 1940 року — 1-го батальйону 122-го піхотного полку 50-ї піхотної дивізії. Учасник Польської, Французької і Балканської кампаній, а також німецько-радянської війни. З 1 липня 1944 року — начальник 6-го училища кандидатів в офіцери в Меці. У вересні 1944 року очолив бойову групу, сформовану із особового складу училища. З 1 лютого 1945 року — командир 712-ї піхотної дивізії, яка билась на Одері в районі Кюстріна. В кінці квітня дивізія потрапила в Гальбський котел. Загинув у бою.

## Звання
- Фанен-юнкер (11 серпня 1914)
- Лейтенант (18 лютого 1915)
- Обер-лейтенант поліції (18 лютого 1920)
- Гауптман поліції (30 червня 1926)
- Майор поліції (19 грудня 1933)
- Майор (1 жовтня 1935)
- Оберст-лейтенант (1 березня 1939)
- Оберст (1 лютого 1942)
- Генерал-майор (9 листопада 1944)

## Нагороди
- Залізний хрест 2-го класу (9 жовтня 1914)
- Ганзейський Хрест (Любек) (24 вересня 1917)
- Нагрудний знак «За поранення» в чорному (24 жовтня 1918)
- Сілезький Орел 2-го і 1-го ступеня (жовтень 1919)
- Почесний хрест ветерана війни з мечами
- Медаль «За вислугу років у Вермахті» 4-го, 3-го, 2-го і 1-го класу (25 років) (2  жовтня 1936) — отримав 4 медалі одночасно.
- Застібка до Залізного хреста 2-го класу (12 червня 1940)
- Залізний хрест 1-го класу (22 червня 1940)
- Штурмовий піхотний знак в сріблі
- Нагрудний знак «За поранення» в чорному
- Німецький хрест в золоті (19 грудня 1941)
- Медаль «За зимову кампанію на Сході 1941/42»
- Почесна застібка на орденську стрічку для Сухопутних військ (15 листопада 1943)
- Нарукавна стрічка «Мец 1944»
- Лицарський хрест Залізного хреста з дубовим листям
  - лицарський хрест (18 жовтня 1944)
  - дубове листя (№876; 9 травня 1945) — 878-й нагороджений (посмертно).